# 淘氣貓2020：家有圓圓？！～我家的圓圓你知道嗎～
《淘氣貓2020：家有圓圓？！～我家的圓圓你知道嗎》是一部2020年的日本電視動畫，是由1993年動畫《淘氣貓 喵喵三丁目》為基礎所推出的新作擬人化動畫，由MAPPA與Lapin Track共同製作，2020年1月10日於富士電視台noitaminA首播。香港由無綫電視翡翠台於2021年1月13日首播。

## 角色
主要角色是由《淘氣貓 喵喵三丁目》的角色擬人化而成。本作中貓狗並沒有真的變成人類，而是以人類的角度詮釋牠們的日常生活。

### 貓咪
岡本斑仔（聲：齊藤壯馬（日本）、黃積權（香港））
本作的主角。岡本家所飼養的貓咪，好奇心旺盛且很重視朋友。
經常會迷路，主人小武會在三丁目到處貼滿印有圓圓的尋貓啟事。
木曾小虎（聲：白井悠介（日本）、胡家豪（香港））
大木工務店所飼養的貓咪，很擅長帶動氣氛。
喜歡爬上高處，但卻不是每次都能下得來。
花咲小摩（聲：花澤香菜（日本）、羅孔柔（香港））
亦稱花咲小桃，是貓咪咖啡廳的人氣看板娘，也是三丁目的偶像。
脖子上戴著作為裝飾的鈴鐺。有著好強的一面。
河原阿B（聲：內田雄馬（日本）、李凱傑（香港））
報紙店所飼養的貓咪，沒辦法早起。
在送報過程中發現了許多秘密通道和小路。臉上的貼布好像封印著古代亡靈的樣子。
桶谷芝麻（聲：黑澤朋世（日本）、葉曉欣（香港））
澡堂所飼養的貓咪，是大家的妹妹。
在澡堂時會變得很嚴格。總會對三丁目新來的貓狗們擺出前輩的姿態。
野貓（聲：梶裕貴，幼年：真野步（日本）、聲：李致林，幼年：凌晞（香港））
住在三丁目的野貓，曾經有主人飼養，但現在是隻流浪貓。小時候的野貓與某個女性的短暫時光，讓野貓至今仍然難以釋懷。
有著穩重又冷酷的性格，但其實很重視朋友。

### 狗狗
山田波子（聲：小野賢章（日本）、陳灝瑋（香港））
豆腐店所飼養的狗狗，全身的毛都是白色的。
有點在意自己沒有存在感這件事。
三河小黑（聲：梅原裕一郎（日本）、陳耀楠（香港））
便利商店所飼養的狗狗，是最喜歡跑步的熱血狗狗。
可靠又有著強烈的正義感，經常與小黃在一起。
野田細圈（聲：羽多野涉（日本）、李安邦（香港））
家具店所飼養的狗狗，關西出身且博學多聞。
有著大哥哥般的成熟穩重，但也有壞心腸的一面。
倉持布魯（菠蘿）（聲：前野智昭，幼年：潘惠美（日本）、聲：黃啟昌，幼年：陳琴雲（香港））
有錢的倉持家所飼養的狗狗，自認帥氣的發言不太能被周遭理解的樣子。
儘管固執又過度自信，其實也想跟其他貓狗打好關係。
偶爾也會有害羞的一面，尤其是面對喜歡的妙妙時。

### 其他角色
岡本剛仔（聲：寺崎裕香（日本）、陸惠玲（香港））
圓圓的飼主。常在圓圓失蹤時到3丁目各處張貼尋貓啟事。
岡本喜美江（聲：中田沙奈枝（日本）、雷碧娜（香港））
岡本武的媽媽。
木曾留吉（聲：高塚正也（日本）、陳欣（香港））
小虎的飼主。大木工務店的木工師傅。
花咲惠美（聲：佐倉綾音（日本）、成瑤孆（香港））
妙妙的飼主。家裡經營著咖啡廳。
倉持（聲：高橋未奈美（日本）、鄭麗麗（香港））
布魯的飼主，武的朋友。家境富有，剛搬到3丁目居住。
倉持太太（聲：所河仁美（日本）、謝潔貞（香港））
倉持的媽媽。
山田卯吉（聲：島田岳洋（日本）、黃子敬（香港））
波奇的飼主。經營豆腐店。
阿飛狼（聲：虎島貴明（日本）、關令翹（香港））
註冊商標為穿著黑皮革衣、戴著太陽眼鏡。據說，赤手空拳就成功收服周邊的流氓浪。
小櫻（聲：帝子（日本）、何璐怡（香港））
居住在三丁目郊區大屋的小豬。當主人搬家時，牠被噪音嚇驚走出了大屋，與姐妹們和主人失散了。因主人的告誡而不敢在其他人前露面，被誤傳為貓妖。與小虎約定一起到海邊玩耍，是小虎的「初戀」。
莉莉（聲：森本73子（日本）、沈小蘭（香港））
小櫻的主人。
河原萬太（聲：野瀨育二（日本）、陳卓智（香港））
貝貝的飼主。
金成若（聲：八代拓（日本）、鍾見麟（香港））
率領「七丁目Young Kings」的哈士奇，正在打三丁目的主意。
大塚朱古力、渡步龍、堂本貝爾曼（聲：衣川里佳（朱古力）、堀江瞬（龍）、狩野翔（貝爾曼）（日本）、凌晞（朱古力）、關令翹（龍）、李鎮然（貝爾曼）（香港））
「七丁目Young Kings」的成員。
阿海（聲：七海弘希（日本）、梁偉德（香港））
鄰鎮新開張的貓咖啡店的明星貓，在那家貓咖啡店裡等待被領養。最初被小摩視為敵人，及後明白其努力背後的目的。
獸醫（聲：小形滿（日本）、葉振聲（香港））
野貓的主人（聲：水橋香織（日本）、劉惠雲（香港））
在公園救了年幼瀕臨死的野貓，視其為寵物收養。因病而不能自由活動，所以羨慕自由自在的野貓。於接近夏祭的時候去世，成為野貓不堪回首的往事。
里奧（聲：花江夏樹（日本）、曹啟謙（香港））
原名為史提拉里奧連斯，被三丁目的貓狗稱為里奧。初次來到三丁目的機械狗。希望能向斑仔學習可愛討得主人歡心。

## 製作人員
- 原作：淘氣貓 喵喵三丁目（Sony Creative Products（日语：ソニー・クリエイティブプロダクツ））[3][4]
- 監督：松田清[3][4]
- 助理監督：高野やよい
- 系列構成：上野貴美子[3][4]
- 角色設計和動畫總監：大塚舞[3][4]
- 次要角色設計/總動畫總監：具志堅眞由[4]
- 道具設計：石川奨士
- 美術監督：森川篤[4]
- 色彩設計：佐々木梓[4]
- 撮影監督：三舟桃子[4]
- 編集：定松剛[4]
- 音樂：Tom-H@ck[3][4]
- 音樂製作：Aniplex
- 音楽製作人：舩橋宗寛
- 音響監督：小泉紀介（日语：小泉紀介）[4]
- 首席製片人：三宅将典、高瀬透子
- 製片人：瓜生恭子、榎本有希
- 動畫製作人：久保亨、渡部正和
- 動畫製作：MAPPA、ラパントラック（日语：ラパントラック）[3][4]
- 製作：「うちタマ?!」製作委員会（Aniplex、富士電視台、Sony Creative Products（日语：ソニー・クリエイティブプロダクツ）、電通）

## 主題曲
片頭曲
「フレンズ」
作詞、作曲、編曲：村中慧慈，歌：wacci
片尾曲
「ひだまりを探して」（第1話）
作詞：hotaru，作曲：杉下トキヤ，編曲：杉下トキヤ、Tom-H@ck，歌：岡本斑仔（齊藤壯馬）
「Rainy Bull」（第2話）
作詞：hotaru，作曲：KanadeYUK，編曲：Tom-H@ck，歌：倉持老虎狗（前野智昭）
「いつもいつもの散歩道」（第3話）
作詞：hotaru，作曲：杉下トキヤ，編曲：杉下トキヤ、Tom-H@ck，歌：山田波子（小野賢章）
「3丁目の星☆」（第4話）
作詞：hotaru，作曲：KanadeYUK，編曲：Tom-H@ck，歌：三河小黑（梅原裕一郎）
「UP TO DATE!」（第5話）
作詞、作曲：草野華余子，編曲：KanadeYUK，歌：木曾小虎（白井悠介）
「犬猫エレジー」（第6話）
作詞：hotaru，作曲：KanadeYUK，編曲：高尾奏之介，歌：野田細圈（羽多野涉）
「Kitty's cutie!」（第7話）
作詞：hotaru，作曲：ZAQ，編曲：KanadeYUK，歌：花咲小摩（花澤香菜）
「なんてことない唄」（第8話）
作詞、作曲：ましのみ，編曲：ha-j，歌：野貓（梶裕貴）
「Play with me…?」（第9話）
作詞：hotaru，作曲、編曲：ha-j，歌：桶谷芝麻（黑澤朋世）
「ハレルヤ・ハレルヤ」（第10話）
作詞：hotaru，作曲：yuji，編曲：KanadeYUK，歌：河原阿B（內田雄馬）
「3丁目のテーマ」（第11話）
作詞：hotaru，作曲：KanadeYUK，編曲：Tom-H@ck，歌：3丁目群星（3丁目オールスターズ）

## 各話列表
| 話數 | 日文標題 | 中文標題                                          | 香港標題                               | 劇本                         | 分鏡                       | 演出       | 作畫監督                                                                                               | 註解     |
| ---- | -------- | ------------------------------------------------- | -------------------------------------- | ---------------------------- | -------------------------- | ---------- | --- | -------- |
| 1    |          | 我家的圓圓你知道嗎？狗狗會議我們的WAIHA           | 有沒有見過我家斑仔？狗會議我們的威夷夏     | 上野貴美子                   | 松田清                     | 高野彌生   | 具志堅眞由、小園菜穗                                                                                   |          |
| 2    |          | 本大爺是布魯和平去海邊                            | 本大爺是和平去海邊                     | 上野貴美子                   | 金子伸吾 矢崎歌蓮 高野彌生 | 高野彌生   | 高森こずえ                                                                                             | [ 註 3 ] |
| 3    |          | 3丁目最強的男人3丁目最弱的男人                    | 第三街最強的男子漢第三街最弱的男子漢   | 內海照子                     | 松田清                     | 進藤陽平   | 小園菜穗、塚本步、高野ゆかり 伊勢奈央子、鈴木祥子、耳浦朋彰                                            | [ 註 4 ] |
| 4    |          | 圓圓的工作吾輩是小黃狗狗警察                      | 斑仔的工作吾輩是狗狗警察                   | 中瀨理香 內海照子 上野貴美子 | 橋本能理子                 | 橋本能理子 | 小園菜穗、高野ゆかり、伊勢奈央子 石井ゆみこ、久松沙紀、具志堅眞由 Production I.G 新潟Studio            | [ 註 5 ] |
| 5    |          | 小虎的初戀來泡澡吧續・狗狗警察                    | 小虎的初戀一起洗澡吧狗狗警察續篇       | 金谷沙織 內海照子 上野貴美子 | 川南渚 宇和野步 橋本能理子 | 宇和野步   | 石川獎士、高野彌生、小園菜穗、高野ゆかり、 伊勢奈央子、石井ゆみこ、耳浦朋彰 Production I.G 新潟Studio  |          |
| 6    |          | 無仁義貓狗 上集無仁義貓狗 下集夜間野餐            | 無仁義貓狗 前篇無仁義貓狗 後篇晚上野餐 | 內海照子 中瀨理香            | 松田清 板井寛樹            | 高林久彌   | 小園菜穗、鈴木祥子、伊勢奈央子、高野ゆかり、 石井ゆみこ、中島裕里、耳浦朋彰 Production I.G 新潟Studio  | [ 註 6 ] |
| 7    |          | 圓圓被綁架嚇一跳貓咪咖啡廳・Violet                | 斑仔被拐帶驚嚇的毛貓咖啡店Violet           | 中瀬理香                     | 佐山聖子                   | 水口昭夫   | 鈴木祥子、小園菜穂、伊勢奈央子、石川獎士、 迫江沙羅、高野やよい、耳浦朋彰                              |          |
| 8    |          | 祭典之聲                                          | 祭典喧鬧                               | 中瀬理香                     | 岳内信幸                   | 宇和野歩   | 小園菜穂、鈴木祥子、石川獎士、伊勢奈央子、 岩井田夏帆、久松沙紀、三浦伊織、耳浦朋彰                    |          |
| 9    |          | 那傢伙來到鎮上了野貓與小貓                        | 他來到這個鎮野貓與小貓                 | 中瀬理香                     | 橋本能理子                 | 橋本能理子 | 渡邉亞彩美                                                                                             |          |
| 10   |          | 不可以睡著3丁目猜謎王貝貝和布魯〜兩個人是好朋友〜 | 不能睡第三街問答賽阿B與老虎狗 兩個是好朋友      | 上野貴美子 內海照子          | 高野彌生 吉村愛            | 高野彌生   | 石川獎士、鈴木祥子、迫江沙羅、三浦伊織 伊勢奈央子、中島裕里、久松沙紀、耳浦朋彰                        | [ 註 7 ] |
| 11   |          | 圓圓的真面目貓貓會議我最重要的東西                | 斑仔的真面目貓貓會議我重要的事物           | 上野貴美子                   | 松田清                     | 松田清     | 小園菜穂、鈴木祥子、石川奨士、高野やよい 伊勢奈央子、迫江沙羅、三浦伊織、中島裕里 渡邉亜彩美、耳浦朋彰 |          |

## 播放電視台
| 播放日期                | 播放時間（UTC+9）                | 播放電視台        | 播放地區       | 備註   |
| ----------------------- | -------------------------------- | ----------------- | -------------- | ------ |
| 2020年1月10日 - 3月20日 | 星期五 0:55 - 1:25（星期四深夜） | 富士電視台        | 關東廣域圏     | 製作局 |
|                         |                                  | 岩手可愛電視台    | 岩手縣         |        |
|                         |                                  | 櫻桃電視台        | 山形縣         |        |
|                         |                                  | 佐賀電視台        | 佐賀縣         |        |
|                         | 星期五 1:15 - 1:45（星期四深夜） | 愛媛電視台        | 愛媛縣         |        |
|                         | 星期五 1:20 - 1:50（星期四深夜） | 秋田電視台        | 秋田縣         |        |
|                         | 星期五 1:25 - 1:55（星期四深夜） | 福島電視台        | 福島縣         |        |
|                         | 星期五 1:35 - 2:05（星期四深夜） | 静岡電視台        | 静岡縣         |        |
|                         | 星期五 1:45 - 2:15（星期四深夜） | NST新潟綜合電視台 | 新潟縣         |        |
|                         |                                  | 長野放送          | 長野縣         |        |
|                         |                                  | 熊本電視台        | 熊本縣         |        |
|                         | 星期五 1:55 - 2:25（星期四深夜） | 新廣島電視台      | 廣島縣         |        |
|                         |                                  | 西日本電視台      | 福岡縣         |        |
|                         | 星期五 2:00 - 2:30（星期四深夜） | 仙台放送          | 宮城縣         |        |
|                         |                                  | 鹿兒島電視台      | 鹿兒島縣       |        |
|                         | 星期五 2:10 - 2:40（星期四深夜） | 東海電視台        | 中京廣域圏     |        |
|                         | 星期五 2:25 - 2:55（星期四深夜） | 關西電視台        | 近畿廣域圏     |        |
| 2020年1月14日 - 3月24日 | 星期二 1:25 - 1:55（星期一深夜） | 山陰中央電視台    | 鳥取縣・島根縣 |        |

| 翡翠台 星期二、三 17:20－17:50 節目     | 翡翠台 星期二、三 17:20－17:50 節目  | 翡翠台 星期二、三 17:20－17:50 節目 |
| --------------------------------------- | ------------------------------------ | ----------------------------------- |
|                                         | （2021年1月13日－2月17日）           |                                     |
| 星光樂園IV                              | 花漾精靈III                          |                                     |
| 翡翠台 星期四、五 17:20－17:50 節目     |                                      |                                     |
| 屁屁偵探 第3輯                          | 重播 （2022年3月17日－4月21日）      | 加油啦！啦啦隊                      |
| 翡翠台 星期日 09:30 - 10:00             |                                      |                                     |
| 機界戰隊 （2022年6月5日-2023年5月28日） | 重播 （2023年6月4日－2023年8月13日） | 爆趣科學Pin碼II                     |

## 註解
1. ↑  岡本斑仔（齊藤壯馬）、山田波子（小野賢章）、木曾小虎（白井悠介）、花咲小摩（花澤香菜）、河原阿B（內田雄馬）、桶谷芝麻（黑澤朋世）、野貓（梶裕貴）、三河小黑（梅原裕一郎）、野田細圈（羽多野涉）、倉持老虎狗（前野智昭）
2. ↑  翡翠台標題，以播放時所顯示的字幕為準。
3. ↑  翡翠台播出時，刪剪日本原版阿B逃出鬼門關的情節（總共4秒）
4. ↑  翡翠台播出時，刪剪日本原版小摩一拳毆擊小黑胸部、老虎狗窺看小摩臀部，以及細圈將老虎狗鎖頸的情節（總共24秒）
5. ↑  翡翠台播出時，刪剪日本原版小黑拳擊小虎面部的情節（時間不變，僅拉長小虎説話的鏡頭作替代）
6. ↑  翡翠台播出時，刪剪日本原版老虎狗流血不止及老虎狗與金成若互相拳擊對方面部的情節（總共5秒，以拉長老虎狗輕微流血的畫面及使用罐頭效果畫面作替代）
7. ↑  翡翠台播出時，刪剪日本原版老虎狗捏住阿B面部並無意勾起膠布的情節（總共3秒）

## 外部連結
- 動畫《淘氣貓2020：家有圓圓？！～我家的圓圓你知道嗎～》官方網站 （页面存档备份，存于） （日語）
- 動畫《淘氣貓2020：家有圓圓？！～我家的圓圓你知道嗎～》的X（前Twitter） （日語）
- 動畫《淘氣貓2020：家有圓圓？！～我家的圓圓你知道嗎～》的Instagram帳戶 （日語）
- 《淘氣貓》動畫公開第二支宣傳影片 巴哈姆特